# BASIC chinois
BASIC chinois (中文培基) est le nom donné à plusieurs versions en langue chinoise du langage BASIC au début des années 1980.

## Exemple
Par exemple PRINT A en ligne 50, 印 A en ligne 200 et ? A en ligne 250 font tous la même chose : afficher la valeur de  A (à l'écran).
| Chinese BASIC commands are printed in blue |  | Applesoft BASIC    |
| 10 卜=0                                    |  | 10 Y=0             |
| 20 入 水, 火                               |  | 20 INPUT E, F      |
| 30 從 日 = 水 到 火                        |  | 30 FOR A = E TO F  |
| 40 卜 = 卜+對數(日)                        |  | 40 Y = Y + LOG (A) |
| 50 下一 日                                 |  | 50 NEXT A          |
| 60 印 卜                                   |  | 60 PRINT Y         |

Ce programme calcule la somme de log (E) + log (E+1) + log (E+2) +... + log (F). Les  caractères chinois utilisés comme variables sont les 24 radicaux de Cangjie method, l'un des premiers claviers compatible QWERTY Chinese input methods. L'auteur du programme d'exemple pourrait être Chu Bong-Foo, l'inventeur de la méthode Cangjie et l'un des pères de l'informatique chinoise moderne.